# Aiguille des Ciseaux
O Aiguille des Ciseaux é um dos cumes do grupo conhecido por Aiguilles de Chamonix no Maciço do Monte Branco, nos Alpes, em França.
A melhor maneira de lhe aceder é pela via Troussier a partir do Refúgio de l'Envers des Aiguilles, a 2523 m, atravessando a parte norte do glaciar d'Envers de Blaitière. Há um outro itinerário, o Festin de Babeth (ED ou 6c+> 6b+).
Este cume é citado no n.º 34 das 100 mais belas corridas de montanha

## Características
- Altitude mín./máx.: 2523 m / 3479m
- Desnível: +950 m
- Desnível das dificuldades: 400 m
- Orientação principal: SE
- Tempo de percurso: 1 dia
- Cotação global: D
- Cotação livre : 5a
- Qualidade de equipamento local: P3, mas pouco equipado